# Gnattenberg-Werft

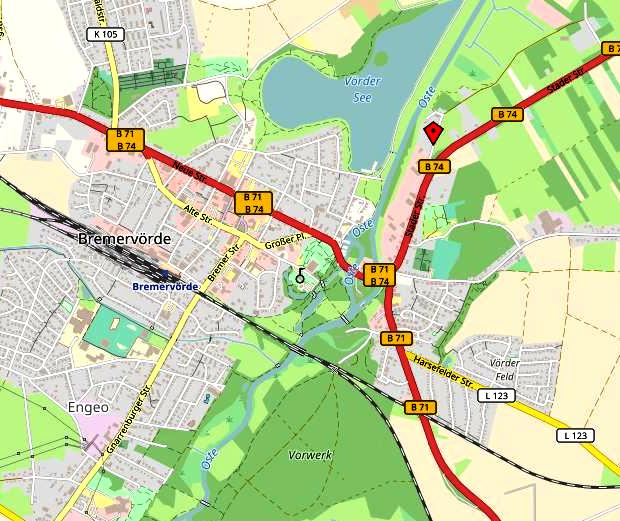
Bremervörde mit Oste und Standort der ehemaligen Gnattenberg-Werft

Die Gnattenberg-Werft war eine Werft an der Oste in Bremervörde. Sie wurde um 1830 vom Schiffszimmermann Diedrich Steffens gegründet. In Bremervörde gab es vorher bereits einen kleinen Reparaturbetrieb für Schiffe, der dem Schiffszimmermann und Schiffer Jacob Trenntwedel gehörte.

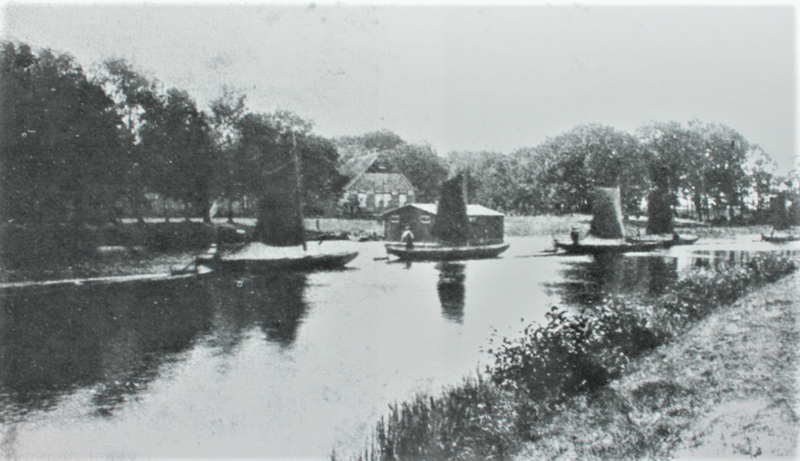
Bremervörde um 1910, Oberoste mit Halbhuntschiffen auf der Heimfahrt ins Teufelsmoor

## Geschichte
Der Werftgründer Dietrich Steffens war der Sohn des Wassermüllers Kurt Steffens aus Bredemehe an dem Fluss Mehe. Dietrich Steffens hatte sich am 18. November 1830 in das Bremervörder Bürgerbuch eingetragen, im Oktober 1830 hat er Sofie Otten aus Oerel geheiratet und mit ihr 10 Kinder.
In den Anfängen der Werft bis 1840 wurden etwa zehn Flussschiffe abgeliefert. Es waren vorwiegend 1/2-Hunt- und 1-Hunt-Torfkähne. Die 1/2-Hunt-Torfkähne wurden vorwiegend in den Schiffgräben und Moorkanälen genutzt, die auch zur Entwässerung dienten. Sogenannte Klappstaue ermöglichten das problemlose Passieren der beladenen Torfkähne. Die 1-Hunt-Torfkähne transportierten Torf über Hamme, Bever und der Oste sowie dem 1790 fertiggestellten Oste-Hamme-Kanal nach Bremervörde, wo der Torf in Besanewer verladen und bis Hamburg transportiert wurde.
Ab 1840 entstanden auf der Gnattenberg-Werft nur noch Besanewer, es waren etwa 30 Besanewer die in den folgenden Jahren hier auf dieser Werft entstanden. Die Werft wurde in den 1850er Jahren vergrößert, da der Schiffsverkehr stark zunahm. Etwa 5.000 in die Oste einlaufende Schiffe wurden von dem Zollschiff auf der Elbe vor der Oste registriert, davon liefen rund 1.000 Schiffe Bremervörde an. In dieser Zeit wurden von der Gnattenberg-Werft vorwiegend Reparaturen an den Bremervörde anlaufenden Ewern durchgeführt, die bis 1900 Getreide, Gemüse, Tabak und Ziegel aus den Ziegeleien in Kehdingen brachten. Auslaufend wurden sie neben Torf mit Holz, Glasprodukten, Wolle und Wachs beladen. Neben den Schiffsreparaturen nahm die Nachfrage im Schiffsneubau zu und es wurden zunehmend hölzerne Ewer von Dietrich Steffens konstruiert und gebaut. Am 8. Juni 1857 starb Dietrich Steffens und Klaus Matthias Breuer aus Wischhafen, der gemeinsam mit Dietrich Steffens die Werft geführt hatte, führte sie weiter. Klaus Matthias Breuer verstarb bereits am 11. März 1858 und daher übernahm sein ältester Sohn Carsten Breuer die Werft.

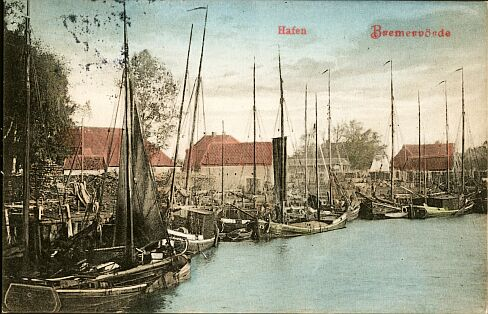
Bremervörder Hafen um 1900 mit Besanwer beim Ladungsumschlag

Der Schiffszimmermann Carsten Breuer war Steffens Nachfolger und setzte den Bau von Besanewern fort, die vorwiegend auf der Oste, Elbe und Weser fuhren. Carsten war zu dieser Zeit erst 20 Jahre, aber er war als Schiffbauer sehr erfolgreich, denn er baute etwa 25 Ewer auf der Gnattenberg-Werft. 1861 heiratete er Johanne Butt und am 19. März 1870 wurde die Tochter Anna Margaretha geboren. Inzwischen hatten sich am Gnattenberg eine Knochenmühle und eine Lohgerberei angesiedelt. 1882 verschwand Carsten Breuer spurlos und der Nachbar, der Lohgerber Gottfried Gustav Rolker kaufte 1884 die Werft und ließ sie von angestellten Schiffbauern weiterführen. 1891 verkaufte Rolker die Werft an den Schiffbaumeister Claudius Otto Dose.
1897 übernahm der Zimmermeister Claus Wilhelm Christoph Steffens aus Gebersdorf die Werft. Er erhielt nur noch wenig Neubauaufträge, da ab 1900 Ewer fast nur noch aus Stahl gebaut wurden. Wilhelm Steffens verstarb 1924 und sein Sohn Johann Hinrich Steffens übernahm die Werft. 10 Jahre später wurde in Hechthausen eine feste Eisenbahnbrücke Hechthausen über die Oste gebaut und ersetzte die bisherige Drehbrücke. Dadurch konnten keine Schiffe mit feststehenden Masten mehr nach Bremervörde kommen und das besiegelte das Ende der Werft. 1935 wurde die Werft nach über hundert Jahren geschlossen und das Grundstück wurde an einen benachbarten Holzhändler verkauft. Heute erinnert nichts mehr an diese Werft am Bremervörder Gnattenberg.

### Ende der Werft
Die Entstehung und das Ende der Werft ist auch ein Resultat der Verkehrsverlagerung. Rund 4.500 Ewer-Ladungen Torf und 300 Ewer-Ladungen Holz verließen noch 1875 den Bremervörder Hafen, vorwiegend über die Elbe in Richtung Hamburg. Die Konkurrenz der britischen Steinkohle machte sich jedoch bereits bemerkbar und Steinkohle als Brennstoff statt Holz und Torf reduzierte die Osteschifffahrt und damit auch den Reparaturbedarf der Schiffe. Der Ausbau der Schiene und Straße führte außerdem zur Verkehrsverlagerung der ankommenden Ladungen und somit für den Schiffsverkehr zum Bremervörder Hafen. Auch der Übergang vom Holzschiffbau zum Stahlschiffbau führte im Schiffsneubau dazu, dass die hölzernen Besanewer kaum noch gefragt waren und besiegelten das Ende der Werft.